# Karin Åhman-Svensson
Karin Åhman-Svensson, född 30 mars 1957, är en svensk före detta fotbollsspelare (mittfältare).
Hon spelade klubbfotboll för Nässjö IF, Kronängs IF och Öxabäcks IF, och spelade sammanlagt 54 A-landskamper för Sverige (2 mål). Hon var med i truppen som tog guld i EM 1984, och tog silver i EM 1987.